# Platerówka
Platerówka est une localité polonaise et siège de la gmina de Platerówka, située dans le powiat de Lubań en voïvodie de Basse-Silésie.

## Histoire
De 1816 à 1945, Ober Linda fait partie de l'arrondissement de Lauban dans le district de Liegnitz au sein de la province de Silésie.